# یانین برگر
یانین برگر (به انگلیسی: Janine Berger) ژیمناست زادهٔ ۲۱ آوریل ۱۹۹۶ میلادی اهل کشور آلمان است. وی در سن جوان 16 سالگی در المپیک لندن 2012 در رشته زیمناستیک هنری شاخه پرش از خرک شرکت کرد و مقام 4 ام را کسب کرد. وی در رشته های پارالل ناهم سطح و حرکات زمینی نیز شرکت کرد ولی از دور مقدماتی بالاتر نرفت.